# Phoniscus atrox
Phoniscus atrox är en fladdermusart som beskrevs av Miller 1905. Phoniscus atrox ingår i släktet Phoniscus och familjen läderlappar. Inga underarter finns listade i Catalogue of Life.
Denna fladdermus förekommer på Malackahalvön, på Sumatra och på norra Borneo. Arten vistas i låglandet och i kulliga områden upp till 400 meter över havet. Habitatet utgörs av städsegröna skogar. Individerna vilar bland annat i tomma fågelbon.
Phoniscus atrox är sällsynt och beståndet hotas av skogsavverkningar. IUCN listar arten som nära hotad (NT).